# Frank Boeckx
Frank Boeckx (Aarschot, 27 de setembro de 1986) é um futebolista profissional belga que atua como goleiro.

## Carreira
Frank Boeckx começou a carreira no Sint-Truiden.